# ألينا كوان
ألينا كوان هي لاعبة جمباز فني بيلاروسية، ولدت في 29 يوليو 1998 في ميسيون فيجو في الولايات المتحدة.